# Institut für Angewandte Kreativität
Das Institut für Angewandte Kreativität (IAK Deutschland) führt in den Themenbereichen Personalführung, Kooperation, Innovation und Organisationsentwicklung einstellungs- und erlebnisorientierte Personal- und Organisationsentwicklungsmaßnahmen für Führungskräfte und Teams durch und betreibt auf diesen Gebieten auch Forschung.

## Geschichte
Das IAK wurde 1970 in Köln von Friedrich (Christo) Quiske, Stefan Skirl und Rainer Wetz als erstes deutsches Institut für die Vermittlung von Kernkompetenzen in Kreativität gegründet. Es führt seitdem Seminare, Coaching, Vorträge und Events vor allem für Führungskräfte von Wirtschaftsunternehmen durch. Durch unkonventionelle Seminare und Trainingsmethoden erregte das Institut die Aufmerksamkeit der Medien und vieler Unternehmen. Führungskräfte großer Firmen (unter anderen: Airbus, BASF, BMW, Porsche, Siemens, Volkswagen) nahmen an Veranstaltungen des Instituts teil. 1981 wurden die ersten TETA-Seminare veranstaltet. Ab 1998 begann die Internationalisierung. Nach Gründung von IAK Schweiz folgten Gesellschaften in Italien, USA, Brasilien, Österreich, Holland und Polen.
Heute besteht die IAK-Gruppe aus einem weltweiten Verbund von über 25 Partnern. Seit 2012 werden mit der Universität Bochum und mit anderen Hochschulen Forschungsprojekte und innovative Lehr- und Lernformate durchgeführt. Das Davinci-Projekt wurde auch vom Bundesministerium für Bildung gefördert.
Besondere mediale Aufmerksamkeit fand das Kreativbarometer, das Unternehmen ermöglicht, die kreative Stimmung im eigenen Betrieb zu erfassen und Veränderungen zu erkennen. Es wurde durch die Europäische Union gefördert.

## Buchveröffentlichungen (Auswahl)
- F. Quiske, S. Skirl, G. Spiess: Arbeit im Team. Rowohlt Taschenbuchverlag, Reinbek 1983, ISBN 978-3-499-16926-7.
- B. Adriani et al.: Hurra, ein Problem. Gabler Verlag, Wiesbaden 1989, ISBN 978-3-409-13123-0.
- Ch. Quiske et al.: Pragmatik und Ethik in der Kunst des Führens. IAK-Team Verlag, Köln 1984.
- Ch. Quiske: Das große Ja - TAO Skizzen. Eigenverlag, 1999.
- Ch. Rothhaar: Führung und Motivation im Kundenbeziehungsmanagement. Gabler Verlag, Wiesbaden 2001, ISBN 3-8244-7435-2.
- M. Gottschalk, S. Skirl: Top-Management. Deutscher Sparkassenverlag, Stuttgart 1998, ISBN 3-09-305894-5.
- S. Skirl: Lust auf Zukunft. Gabler Verlag, Stuttgart 1996, ISBN 3-409-18920-3.
- D. Lange: Sieger erkennt man am Start - Verlierer auch. Econ Verlag, Berlin 2010, ISBN 978-3-430-20088-2.
- S. Skirl, U. Schwalb: Vorsprung durch Einmaligkeit. Gabler Verlag, Wiesbaden 2012, ISBN 978-3-409-18841-8.
- S. Skirl, U. Schwalb: Das Ende der Hierarchien. Gabler Verlag, Wiesbaden 2012, ISBN 978-3-409-18738-1.
- Leander Greitemann: Unfog your mind. Herrmann Schmidt Verlag, Mainz 2020, ISBN 978-3-87439-933-3.